# Collisione aerea in Piccardia del 1922
L'incidente aereo in Piccardia del 1922 è stato un incidente verificatosi il 7 aprile 1922 sui cieli francesi della Piccardia, nel quale due biplani, rispettivamente britannico e francese, si sono schiantati in volo in presenza di una forte nebbia. L'aereo britannico era un volo da trasporto postale partito da Croydon (Londra) e diretto a Parigi, mentre quello francese aveva a bordo 3 passeggeri e procedeva sulla rotta esattamente opposta. Nell'incidente hanno trovato la morte 7 persone.

## Il contesto
Dopo la conclusione della Prima guerra mondiale, non vi era più domanda di aerei e piloti militari. Come in tanti altri Paesi, dunque, Francia e Gran Bretagna videro un forte sviluppo dell'aviazione civile grazie alla conversione degli aerei militari in aerei destinati al trasporto merci o passeggeri.
La britannica AIRCO (Aircraft Manufacturing Company Limited) progettò il suo primo aereo di linea adattando a scopi civili il biplano de Havilland DH.18A. L'aereo britannico coinvolto nell'incidente era stato di proprietà del Ministero dell'aria (con codice di registrazione G-EAWO) per poi passare prima alla Instone Air Line e quindi alla Daimler Hire Limited. Il de Havilland venne quindi destinato da quest'ultima compagnia aerea al trasporto passeggeri sulla rotta Croydon-Parigi in attesa dell'arrivo di tre de Havilland DH.34 ordinati precedentemente. L'aereo britannico protagonista dell'incidente aveva preso servizio per la prima volta sulla rotta Croydon-Parigi appena quattro giorni prima, il 2 aprile 1922.
Il Farman F.60 Goliath (con codice di registrazione F-GEAD) era impiegato dalla francese CGEA (Compagnie des Grands Aériens) come trasporto passeggeri e merci fra l'aeroporto parigino Le Bourget e Croydon.

## L'incidente
Il 7 aprile 1922, dall'aeroporto di Croydon decollò il DH.18A con a bordo un carico di posta e pilotato dal tenente R.E. Duke accompagnato da un solo altro membro di equipaggio di cui si conosce solo il cognome, Hesterman, con funzioni di facchino e diretto all'aeroporto parigino di Le Bourget. Contemporaneamente, da quest'ultimo aeroporto decollava il Farman F.60 Goliath pilotato da M. Mire con tre passeggeri a bordo ed un meccanico. I tre passeggeri a bordo dell'aereo francese erano una coppia di nazionalità statunitense in viaggio di nozze (Christopher Bruce Yule e sua moglie Mary) insieme ad un cittadino francese, Monsieur Bouriez.
Durante la loro normale rotta per le loro rispettive destinazioni, in condizioni di scarsa visibilità dovuta ad una nebbia molto fitta, i due aerei si sono scontrati in volo ad un'altitudine di 150 metri sopra Thieuloy-Saint-Antoine, a 4 chilometri a sud di Grandvilliers. Tutte le 7 persone a bordo di entrambi gli aerei sono morti a seguito della collisione.
Le cronache dell'epoca riferirono di una visuale piuttosto precaria a causa della nebbia. I due aerei si sono trovati l'uno di fronte all'altro improvvisamente, senza avere il tempo di manovrare per evitarsi a vicenda. A seguito dell'impatto, il DH.18 perse un'ala e la coda schiantandosi al suolo per primo, seguito dal Goliath qualche minuto più tardi. Nonostante la gente del luogo accorse immediatamente sul luogo dello schianto, soltanto il ragazzo a bordo dell'aereo britannico venne tratto dalle macerie ancora in vita ma gravemente ferito. Il giovane venne subito trasportato nel villaggio di Thieuloy-Saint-Antoine, ma morì subito dopo. I primi racconti dell'episodio riportano che il pilota britannico sopravvisse all'incidente.

## Conseguenze
A seguito dell'incidente, presso l'aeroporto di Croydon si tenne una riunione a cui parteciparono rappresentanti delle compagnie aeree operanti presso lo stesso aeroporto (tra cui Compagnie des Grands Express Aériens, Compagnie des Messageries Aériennes, Daimler Airway, Handley Page Transport, Instone Air Line e KLM) e del Ministero dell'aria, oltre che vari piloti. Durante la riunione vennero prese diverse decisioni riguardanti la sicurezza del volo: un obbligo generale di "tenere la destra" durante le operazioni di volo, l'impegno di fornire ai piloti aerei che disponessero di un'ampia visuale anteriore e di dotare ogni aeromobile di una radio per le comunicazioni. Regolamentazioni più precise sul traffico aereo vennero successivamente introdotte in Belgio, Francia, Paesi Bassi e Gran Bretagna.